# Duxelles

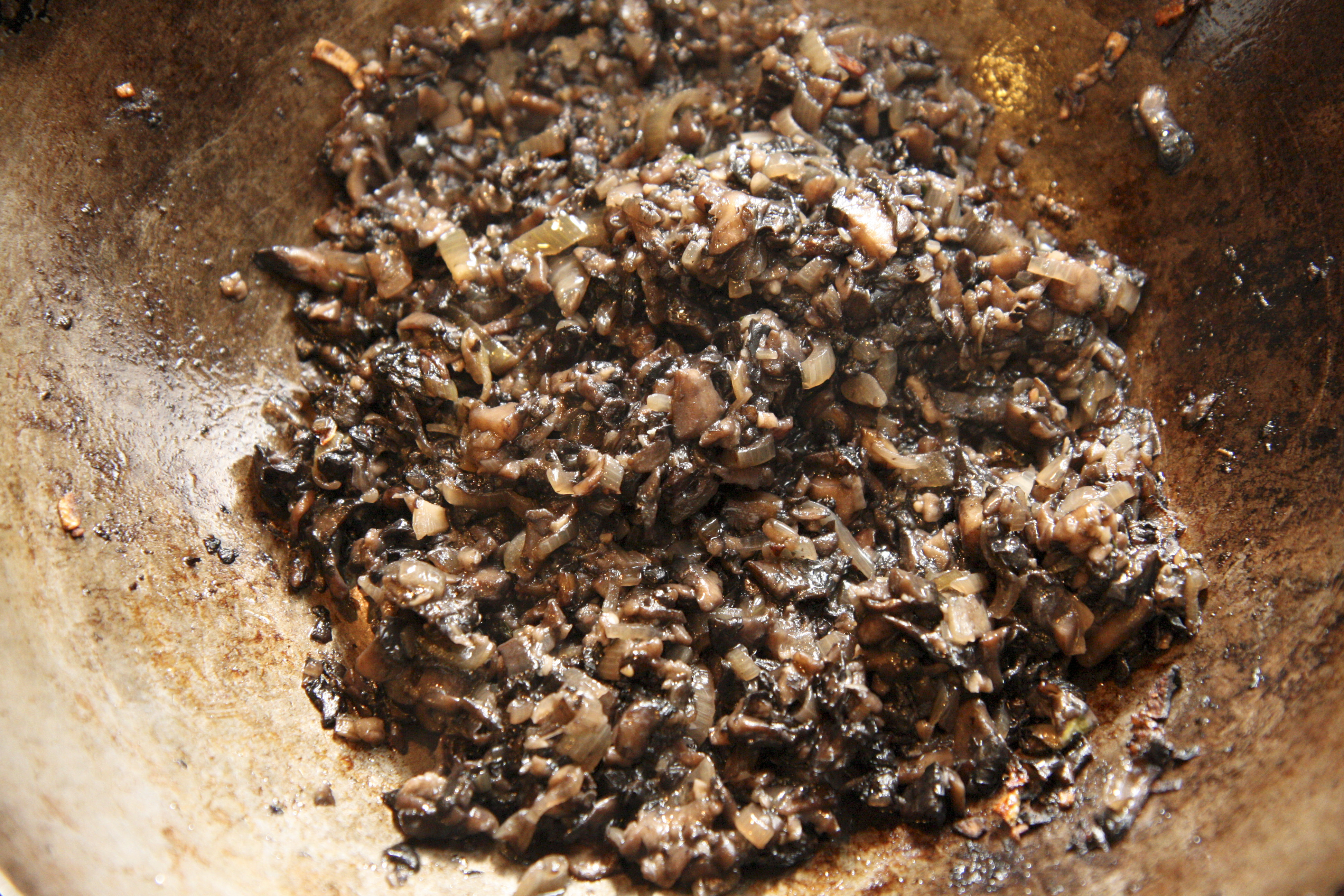
Zubereitung von Duxelles

Duxelles (französisch: [dyksɛl]) ist eine würzige Farce aus sehr fein gehackten, pürierten oder gemahlenen Pilzen (meist Champignons). Der Pilzsaft wird mittels einer feinlöchrigen Kartoffelpresse oder eines Tuches ausgepresst. Er kann dem Endprodukt wieder zugesetzt werden. Die Zutaten werden in Butter oder Speiseöl geschmort, bis sie weich sind und die Flüssigkeit verdampft ist. Sie kann mit Madeira, Knoblauch, Saurer Sahne oder Petersilie ergänzt werden. In manchen Rezepten spielen auch gehacktes Rauchfleisch, Tomatenmark und dicke Kraftsauce (Demiglace) zur Bindung eine Rolle.

Mit Duxelles verleiht man Füllungen von Fleisch und Zwiebeln, Saucen und Dips einen intensiven Pilzgeschmack; sie kann aber auch als Garnierung oder zum Überkrusten aller Sorten von Fleisch verwendet werden. Beim Braten ganzer Geflügel kann man die Duxelles auch unter der Haut verteilen. Ein klassisches Duxelles-Gericht ist zum Beispiel das Filet Wellington.
Des Weiteren ist Duxelles auch die Grundlage der Duxellessauce. Dazu werden gehackte Kräuter mit Weißwein reduziert, passiert und schließlich mit Duxelles vollendet.

## Ursprung
Der Name „Duxelles“ geht angeblich auf einen der bedeutendsten Köche des 17. Jahrhunderts, François-Pierre de La Varenne, zurück, der diese Farce nach seinem Dienstherren, dem Marquis d’Uxelles, benannt haben soll. La Varennes Kochbücher enthalten jedoch weder ein Rezept für Duxelles, noch kommt der Begriff darin überhaupt vor.

Aus dem 18. Jahrhundert erhaltene Rezepte mit dem Zusatz à la Duxelles enthielten noch keine Pilze, sondern typischerweise Krebse.

## Historische Entwicklung
Ab dem 19. Jahrhundert fand dann ein Bedeutungswandel statt. So bezeichnete erstmals 1814 der französische Autor Beauvilliers ein Duxelles-Rezept mit Pilzen als „La Ducelle“, wobei es sich nun um eine Pilzsauce handelte. Der Cuisinier impérial enthielt um 1820 ein ähnliches Saucenrezept mit dem Namen „La Durcelle“, und Marie-Antoine Carême nannte 1830 eine Sauce mit Pilzen „Sauce à la duxelle“. Zur Zeit Auguste Escoffiers wurde daraus um 1900 eine Garnitur namens „Duxelles sèche“ (deutsch ,trockene Duxelles‘).

Erst im Verlauf des 20. Jahrhunderts lässt sich die heute bekannte Standardzubereitung als Farce nachweisen.